# Christina Sophia von Ostfriesland (1688–1750)

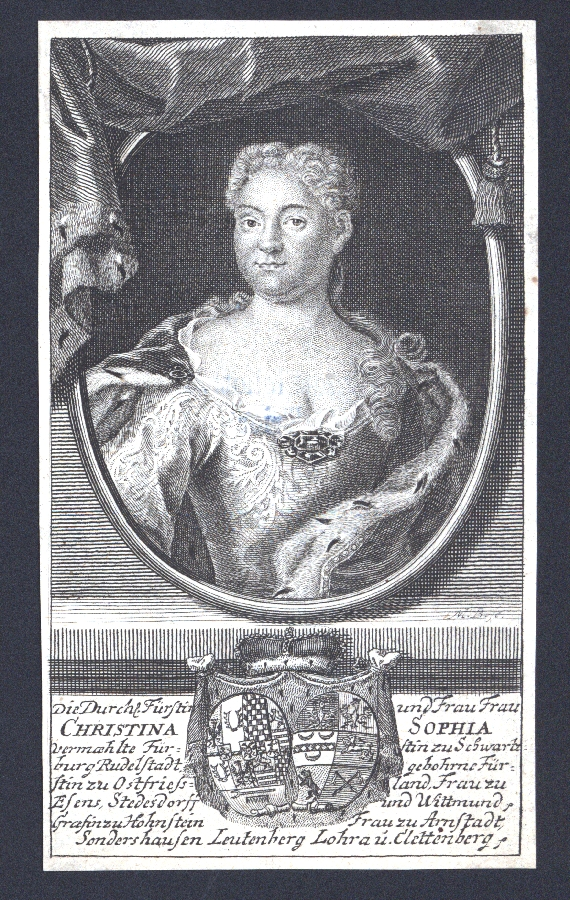
Bildnis der Christina Sophia von Ostfriesland. Kupferstich von Martin Bernigeroth (1670–1733)

Christina Sophia von Ostfriesland (* 16. März 1688 in Bayreuth; † 31. März 1750 in Rudolstadt) war als Frau des Fürsten Friedrich Anton Fürstin von Schwarzburg-Rudolstadt.

## Leben
Christina Sophia war eine Tochter des Fürsten Christian Eberhard Cirksena von Ostfriesland und der Eberhardine Sophie von Oettingen-Oettingen. Ihr Vater regierte zu dieser Zeit noch unter Vormundschaft seiner Mutter, Christine Charlotte von Württemberg. Vier Jahre nach der Hochzeit trat Fürstin Christine von ihrer Vormundschaft zurück. Christina Sophia hatte neun Geschwister, von denen drei Prinzen und vier Prinzessinnen Vater und Mutter überlebten: Sie war das älteste Kind ihrer Eltern, das das Erwachsenenalter erreichte.
Am 31. Dezember 1728/6. Januar 1729 heiratete Christina Sophia als zweite Ehefrau Friedrich Anton Fürst von Schwarzburg-Rudolstadt. Die Ehe blieb kinderlos. 1744 starb ihr Mann, sie selbst sechs Jahre später. Sie wurde in der Fürstengruft der Stadtkirche St. Andreas in Rudolstadt bestattet.